# Ла Пампа
Ла Па̀мпа (на испански: La Pampa) е една от 23-те провинции на Аржентина. Намира се в централната част на страната. Провинция Ла Пампа е с население от 352 378 жители (по изчисления за юли 2018 г.) и обща площ от 143 440 км². Столица на провинцията е град Санта Роса.